# I. Bahadir Giráj krími kán
I. Bahadir Giráj (krími tatár: I Bahadır Geray, ١ بهادر كراى), (1602 – 1641 vége) krími tatár kán.

## Élete
Bahadir fia volt I. Szelamet Giráj kánnak. Gyermekkorától Törökországban élt, ahol sokoldalú neveltetésben részesült. Járatos volt az irodalomban és több verse is fennmaradt az utókorra.
1637-ben kinevezték a szultán ellen forduló Inajet Giráj krími kán helyére. Az új kán a kalga és a núreddin címet öccseinek, Iszlámnak és Szafának adományozta.
1638-ban végigfosztogatta Dél-Oroszországot, valamint a többi (elsősorban a Sirin) klán segítségével meghódoltatta a lázongó Manszur klánt.
1639-ben Kirim öccse vezetésével támogató csapatokat küldött a törökök bagdadi hadjáratához és ugyanezen év telén portyázó csapatokat küldött Lengyelország-Litvániába. Mikor a tatárok át akartak kelni a befagyott Dnyeszteren, a jég beszakadt alattuk, és sokan megfulladtak; a már átkelteket a lengyelek mészárolták le.
1641-ben a törökök húszezer janicsárt küldtek a kozákok által elfoglalt Azak (Azov) erődjének visszavételére. A  kán maga vezette az ötvenezres sereget, amellyel a szultán csapatait segítette. Ezenkívül tízezer cserkesz is csatlakozott az ostromlókhoz. Az alig nyolcszáz kozák az erődben viszont ellenállt míg a pestis és az éhség által tizedelt törökök és segédcsapataik fel nem adták az ostromot. A visszaúton a janicsárokat szállító hajók zátonyra futottak a Don torkolatánál. A törökök 7000 főt veszítettek, és ehhez járult még a tatárok, oláhok, moldvaiak és cserkeszek vesztesége.
Ugyanebben az évben, nem sokkal azután hogy elvonult Azov alól, Bahadir kán Kezlev (Jevpatorija) városában, valószínűleg pestisben meghalt. Utóda Mehmed öccse lett, aki addig Rodoszon élt.

## Fordítás
Ez a szócikk részben vagy egészben  a   Bahadir Ier Giray című francia Wikipédia-szócikk ezen változatának fordításán alapul.  Az eredeti cikk szerkesztőit annak laptörténete sorolja fel. Ez a jelzés csupán a megfogalmazás eredetét és a szerzői jogokat jelzi, nem szolgál a cikkben szereplő információk forrásmegjelöléseként.
| Előző uralkodó: Inajet Giráj | Krími kán 1637 – 1641 | Következő uralkodó: IV. Mehmed Giráj |